# Daniel Heiman
Daniel Heiman (11 de junio de 1974) es un cantante sueco de power metal, reconocido principalmente por haber sido el vocalista de la agrupación Lost Horizon, con la que grabó sus dos primeros álbumes. Después de dejar Lost Horizon, grabó un álbum con la banda Crystal Eyes y más tarde fundó la agrupación Heed, publicando un álbum en 2005 antes de su separación.
En noviembre de 2014, la banda de metal sueca Harmony lanzó un álbum, Theatre of Redemption, con Daniel Heiman como cantante principal, recibiendo buenas reseñas de parte de la crítica especializada, quienes reconocieron su amplio rango de voz.

## Discografía

### Lost Horizon
- 2001 - Awakening the World
- 2003 - A Flame to the Ground Beneath

### Crystal Eyes
- 2005 - Confessions of the Maker

### Heed
- 2005 - The Call

### Lavett
- 2012 - Find Your Purpose

### Harmony
- 2014 - Theatre of Redemption
- 2015 - Remembrance

### Dimhav
- 2019 -  The Boreal Flame

### Warrior Path
- 2021 -  The Mad King